# DA-Phen
DA-Phen是一种含氮有机化合物，化学式C17H20N2O3，为人工合成的多巴胺前体药物。